# University of London
University of London (UoL) är ett universitet i London. Det är det näst största universitetet i Storbritannien (efter Open University) med sammanlagt 159 000 studenter, varav 34 000 distansstudenter. Universitetet upprättades genom ett kungligt privilegiebrev 1836 och omfattar några av de mest prestigefyllda utbildningsinstitutionerna i världen.

## Översikt
Universitetet har en federal struktur med 31 förhållandevis självständiga komponenter (17 colleges och 13 institut). De mest kända collegen är Goldsmiths College, King's College London, London Business School, London School of Economics, Queen Mary, Royal Holloway, School of Oriental and African Studies, Birkbeck College och University College London. Från och med augusti 2016 är även City University London medlem i UoL.
För de flesta praktiska ändamål, såsom antagning av studenter och ansökan om anslag från staten, fungerar de 17 collegen som självständiga universitet. Inom universitetsfederationen kallas de Recognised Bodies, med makt att betygsätta studenter och låta universitetet ge dem examina. Ett av villkoren för medlemskap i University of London är att collegen inte utfärdar egna examina. För närvarande har UCL, LSE och King's College London separat examinationsrätt, men använder den inte.
De tretton instituten, eller Listed Bodies, håller kurser som betygsätts av universitetet centralt, och också leder till en examen från University of London. Dessutom har universitetet licensierat ut utfärdande av sina examina till andra universitet utanför federationen. Tolv universitet i England, flera i Kanada och många i andra samväldesländer (särskilt i Östafrika) grundades som colleges anslutna till University of London. Vid 1970-talets slut hade nästan alla blivit självständiga, men på senare år har denna samarbetsform återupplivats som en följd av globaliseringen av den högre utbildningen.

## Platser
University of London äger sammanlagt 160 byggnader i Bloomsbury i centrala London. Flera av collegena har sina huvudbyggnader där. Bloomsburycampuset omfattar också åtta studentbostadshus och universitetshuset Senate House, ritat av Charles Holden. I byggnaden finns ett bibliotek, rektorns officiella residens och School of Slavonic and East European Studies.
Universitetet äger också flera fastigheter utanför Bloomsbury, bland annat en marinbiologisk forskningsstation på Cumbrae, ett båthus i Chiswick, studentbostäder för ytterligare 3 000 studenter, och University of London Institute in Paris byggnader. De colleges och institut som ligger utanför Bloomsbury äger dock oftast sina fastigheter själva.

## Historia

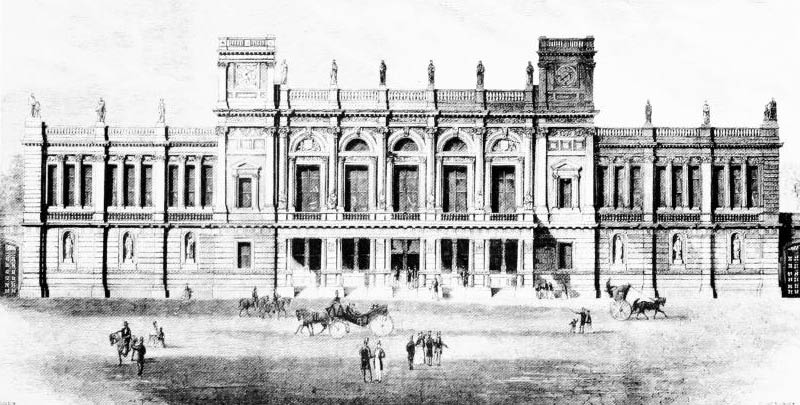
University of London, 1867.

När universitetet grundades 1836 bestod det av bara två colleges: University College London, som tidigare hade saknat officiell status och inte ställde religiösa krav på sina studenter, och King's College London, som fick ett privilegiebrev 1829 och bara antog medlemmar av Church of England. Från början var universitetet bara examinationsmyndighet för de ingående collegen.
1858 utökade universitetet sin roll genom att bli det första universitetet i Storbritannien att erbjuda distansstudier, under namnet University of London External Programme. En ny universitetsbyggnad byggdes för detta ändamål. 1878 blev universitetet det första att anta kvinnor på samma villkor som män. Fyra kvinnliga studenter blev filosofie kandidater 1880.
Efter kritik mot brittiska universitet som bara höll tentamina, och krav på att universiteten skulle få större ansvar för forskning och utbildning, reformerades universitetet 1898, så att det fick ansvar för universitetskursernas innehåll och akademiska standard. Övervakningen av collegen, nu officiellt beståndsdelar av universitetet, utfördes av nybildade fakulteter och utbildningsstyrelser. Universitetet övertog också UCL:s fastigheter.
Efter att universitetet fått utökade befogenheter genomgick det en snabb expansion. Bedford College, Royal Holloway och London School of Economics anslöts 1900, Goldsmith's College 1904, Imperial College grundades 1907, Queen Mary College anslöts 1915, School of Oriental and African Studies grundades 1916 och Birkbeck anslöts 1920. Detta gjorde att de nya lokaler som universitetet flyttat till 1899 vid 1920-talets början var otillräckliga. Ett stort landområde i Bloomsbury nära British Museum köptes av hertigen av Bedford, och Charles Holden utnämndes till arkitekt med uppdrag att skapa en byggnad värdig ett universitet. Resultatet blev Senate House, den nuvarande huvudbyggnaden, som var den näst största byggnaden i London när den stod klar.
Under andra världskriget lämnade collegena (med undantag för Birkbeck) och deras studenter London, och Senate House användes av informationsministeriet. Trots att byggnaden träffades av bomber upprepade gånger klarade den sig igenom kriget förhållandevis oskadd. 1900-talets andra halva var mindre händelserik, och det enda hotet mot universitetet under denna period var att några av de större collegen antydde i förhandlingar att de skulle bli självständiga om de inte fick igenom sina önskemål om större inflytande. Först 2005 gjorde ett av collegen, nämligen Imperial, verklighet av detta hot, och blev ett separat universitet från juli 2007.

## Organisation
De flesta beslut som påverkar de ingående delarna fattas på lägre nivå. Universitetet självt har ett universitetsfullmäktige med representanter för institutionerna, studenterna och samhället, och under detta en akademisk senat med policyansvar samt en fastighetskommitté.

### Ingåenderecognised bodiesellercolleges
- Birkbeck, University of London, specialiserat på deltidskurser
- Central School of Speech and Drama
- City University London[1]
- Courtauld Institute of Art
- Goldsmiths College, University of London
- Heythrop College, specialiserat på filosofi och teologi
- Institute of Cancer Research
- Institute of Education
- King's College London (KCL)
- London Business School
- London School of Economics and Political Science (LSE)
- London School of Hygiene and Tropical Medicine
- Queen Mary, University of London (QMUL)
- Royal Academy of Music
- Royal Holloway, University of London (RHUL)
- Royal Veterinary College
- School of Oriental and African Studies (SOAS)
- School of Pharmacy
- University College London (UCL)
- St George's, University of London

### Listed bodies
- University of London Institute in Paris, tidigare British Institute in Paris
- School of Advanced Study som består av följande institut:
  - Institute of Advanced Legal Studies
  - Institute of Classical Studies
  - Institute of Commonwealth Studies
  - Institute of English Studies
  - Institute of Germanic & Romance Studies
  - Institute of Historical Research
  - Institute of Musical Studies
  - Institute of Philosophy
  - Institute for the Study of the Americas
  - Warburg Institute
- University Marine Biological Station, Millport

### Före detta colleges
Några colleges har införlivats med andra eller av andra anledningar upphört att vara en del av federationen. De är bland annat
- Bedford College, nu en del av Royal Holloway
- Chelsea College of Science and Technology, nu en del av King's College
- Queen Elizabeth College, nu en del av King's College
- Westfield College, nu en del av Queen Mary
- St Thomas' Hospital Medical School, nu en del av King's College
- New College London, nedlagt 1980
- Imperial College London, blev självständigt 2007
  - Wye College, nu en del av Imperial College
  - Royal Postgraduate Medical School, nu en del av Imperial College

### Specialanslutna colleges
Mellan 1946 och 1970 ingick universitetet specialavtal, schemes of special relation, med högskolor i samväldesländerna. Dessa avtal uppmuntrade till utveckling av universitet genom en koppling till University of London. De anslutna högskolorna fick ett kungligt privilegiebrev och förhandlade med University of London om antagning av studenter, kursplaner, examinationsformer och andra akademiska ämnen. Under avtalsperioderna fick högskolornas studenter examina från University of London. Några av de ingående högskolorna listas nedan.
- 1946 - The University College of the West Indies, till 1961. Numera University of the West Indies.
- 1948 - University College, Ibadan, till 1967. Numera University of Ibadan.
- 1956 - University College of Rhodesia and Nyasaland. Numera University of Zimbabwe.
- 1961 - Royal College Nairobi. Numera University of Nairobi.
- 1963 - University of East Africa

1970 började programmet fasas ut.

## Studentliv

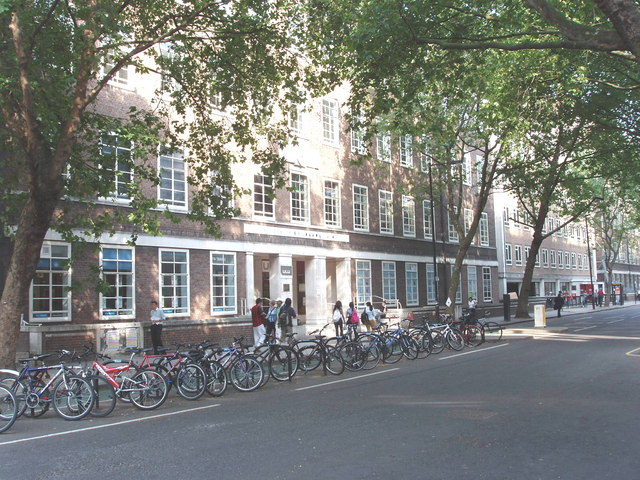
Kårhuset

Ungefär 125 000 studenter (ungefär 5 % av alla studenter i Storbritannien) läser vid någon av de ingående skolorna, och ytterligare 34 000 studenter läser på distans. De representeras på federal nivå av studentkåren University of London Union, som har ett kårhus på Malet Street i anslutning till Senate House. Kårtidningen The London Student är den största studenttidningen i Europa. Kåren driver även musikklubbar, idrottshall och sportklubbar med mera.